# فولتا كولومبيا 2017
فولتا كولومبيا 2017 (بالإسبانية: Vuelta a Colombia )‏ هو سباق دراجات هوائية، وهو الموسم رقم 67 من السباق، وأقيم خلال الفترة 1 أغسطس 2017، وحتى 13 أغسطس 2017، وامتدّ لمسافة 1690.7 كيلومتر، وهو أحد سباقات طواف أمريكا للدراجات 2017، وقد شارك في السباق 180 متسابقاً ووصل إلى نهايته 125 متسابقاً.
فاز فيه بالمركز الأول أريستوبولو كالا ‏، وبالمركز الثاني أليكس كانو، وبالمركز الثالث خوان بابلو سواريز، والفريق الفائز في ترتيب الفرق Equipo de ciclismo Coldeportes Zenú.

## الفرق
| فريق قاري محترف- مانزانا بوستوبون 2017 ‏ فرق قارية (8)- Coldeportes Bicicletas Strongman ‏ - Coldeportes Zenú ‏ - D'Amico–UM Tools ‏ - Nu Colombia ‏ - GW–Shimano ‏ - ميديلين ‏ - Movistar Team (Continental Team) ‏ - Team Illuminate (men's team) ‏ فريق دراجات محترف- Lotería de Boyacá‏ فريق وطني- فريق سويسرا لركوب الدراجات 2017 ‏ فرق دراجات هواة (6)- Depormundo Multirepuestos Bosa‏ - EBSA Empresa de Energía Boyacá‏ - Sundark Arawak - Vive La Dorada‏ - Tolima es Pasión - Carnaval del Pollo‏ - Aguardiente Néctar 4WD IMRD Chía‏ - Fuerzas Armadas-Ejército Nacional‏ فرق أندية الدراجات (7)- Orgullo Paisa ‏ - ناسيونال دي سغوريداد فيال‏ - Boyacá Raza de Campeones ‏ - JB Ropa Deportiva‏ - Soacha Juntos Formando Ciudad‏ - Sogamoso Incluyente IRDS‏ - Supergiros–Alcaldía de Manizales ‏ |  |
| |  |

## المراحل
| قائمة المراحل | قائمة المراحل | قائمة المراحل                            | قائمة المراحل               | قائمة المراحل | قائمة المراحل        | قائمة المراحل     |
| المرحلة       | التاريخ       | الدورة                                   |                             | المسافة (كم)  | الفائز بالمرحلة      | القائد العام      |
| ------------- | ------------- | ---------------------------------------- | --------------------------- | ------------- | -------------------- | ----------------- |
| 1             | 1 أغسطس       | ريونيغرو – لا سيخا                       | سباق الطريق ضد الساعة للفرق | 18.4          | EPM                  | خوان بابلو سواريز |
| 2             | 2 أغسطس       | ريونيغرو – Puerto Boyacá ‏                | مرحلة جبلية                 | 173.2         | Wilmar Paredes ‏      | نيكولاس باريديس   |
| 3             | 3 أغسطس       | Puerto Boyacá ‏ – بارانكابيرميخا          | مرحلة مستوية                | 222.4         | نيلسون سوتو ‏         | نيكولاس باريديس   |
| 4             | 4 أغسطس       | بارانكابيرميخا – بوكارامانغا             | مرحلة جبلية                 | 165.3         | خوان بابلو سواريز    | أريستوبولو كالا ‏  |
| 5             | 5 أغسطس       | بوكارامانغا – Barichara ‏                 | مرحلة جبلية متوسطة          | 118.3         | أليكس كانو           | أريستوبولو كالا ‏  |
| 6             | 6 أغسطس       | سوكورو، سانتاندر ‏ – سوغاموسو ‏            | مرحلة جبلية متوسطة          | 237.7         | غريفين إيستر         | أريستوبولو كالا ‏  |
| 7             | 7 أغسطس       | تونخا – Sopó ‏                            | مرحلة جبلية                 | 113.5         | خوسيه سيربا          | أريستوبولو كالا ‏  |
| 8             | 9 أغسطس       | La Dorada ‏ – Mariquita, Tolima ‏          | فردي ضد الساعة              | 36.5          | أليكس كانو           | أريستوبولو كالا ‏  |
| 9             | 10 أغسطس      | La Dorada ‏ – Paramo of Letras ‏           | مرحلة جبلية                 | 131.6         | ميغيل أنخيل رييس     | أريستوبولو كالا ‏  |
| 10            | 11 أغسطس      | Cartago Municipality ‏ – Yumbo ‏           | مرحلة مستوية                | 170           | نيلسون سوتو ‏         | أريستوبولو كالا ‏  |
| 11            | 12 أغسطس      | بالميرا، فالي ديل كاوكا ‏ – Dosquebradas ‏ | مرحلة جبلية                 | 190.8         | نيلسون سوتو ‏         | أريستوبولو كالا ‏  |
| 12            | 13 أغسطس      | بيريرا – بيريرا                          | مرحلة مستوية                | 107           | Juan Pablo Villegas ‏ | أريستوبولو كالا ‏  |

## التصنيف العام النهائي
| التصنيف العام | التصنيف العام       | التصنيف العام | التصنيف العام             | التصنيف العام  |        |
| الدراج        | الدراج              | البلد         | الفريق                    | الوقت          | السرعة |
| ------------- | ------------------- | ------------- | ------------------------- | -------------- | ------ |
| 1.            | أريستوبولو كالا ‏    | كولومبيا      | Bicicletas Strongman      | 42 س 07 د 25 ث |        |
| 2.            | أليكس كانو          | كولومبيا      | Coldeportes-Zenú          | + 2 د 05 ث     |        |
| 3.            | خوان بابلو سواريز   | كولومبيا      | EPM                       | + 2 د 07 ث     |        |
| 4.            | جوناثان كايسيدو     | الإكوادور     | Bicicletas Strongman      | + 2 د 19 ث     |        |
| 5.            | ميغيل أنخيل رييس    | كولومبيا      | ناسيونال دي سغوريداد فيال | + 4 د 06 ث     |        |
| 6.            | ميغيل أنخيل روبيانو | كولومبيا      | Coldeportes-Zenú          | + 4 د 52 ث     |        |
| 7.            | لويس فيليبي         | كولومبيا      | Coldeportes-Zenú          | + 5 د 47 ث     |        |
| 8.            | Óscar Soliz ‏        | بوليفيا       | Movistar Team América     | + 6 د 05 ث     |        |
| 9.            | أوسكار سبييا ريبيرا | إسبانيا       | Medellín–Inder            | + 7 د 05 ث     |        |
| 10.           | خوسيه سيربا         | كولومبيا      | Team Super Giros          | + 8 د 14 ث     |        |

### تصنيف النقاط
| تصنيف النقاط | تصنيف النقاط        | تصنيف النقاط | تصنيف النقاط     | تصنيف النقاط |        |
| الدراج       | الدراج              | البلد        | الفريق           | النقاط       | السرعة |
| ------------ | ------------------- | ------------ | ---------------- | ------------ | ------ |
| 1.           | نيلسون سوتو ‏        | كولومبيا     | Coldeportes-Zenú | 66 نقطة      |        |
| 2.           | ميغيل أنخيل روبيانو | كولومبيا     | Coldeportes-Zenú | 51 نقطة      |        |
| 3.           | خوسيه سيربا         | كولومبيا     | Team Super Giros | 42 نقطة      |        |

### تصنيف الجبال
| تصنيف الجبال | تصنيف الجبال        | تصنيف الجبال | تصنيف الجبال              | تصنيف الجبال |        |
| الدراج       | الدراج              | البلد        | الفريق                    | الوقت        | السرعة |
| ------------ | ------------------- | ------------ | ------------------------- | ------------ | ------ |
| 1.           | ميغيل أنخيل رييس    | كولومبيا     | ناسيونال دي سغوريداد فيال | 39 نقطة      |        |
| 2.           | خوان بابلو سواريز   | كولومبيا     | EPM                       | 28 نقطة      |        |
| 3.           | ميغيل أنخيل روبيانو | كولومبيا     | Coldeportes-Zenú          | 23 نقطة      |        |

### تصنيف أفضل عداء
| تصنيف السرعة | تصنيف السرعة    | تصنيف السرعة | تصنيف السرعة   | تصنيف السرعة |        |
| الدراج       | الدراج          | البلد        | الفريق         | الوقت        | السرعة |
| ------------ | --------------- | ------------ | -------------- | ------------ | ------ |
| 1.           | فايمار رولدان ‏  | كولومبيا     | Medellín–Inder | 18 نقطة      |        |
| 2.           | دييغو أوتشوا    | كولومبيا     | EPM            | 18 نقطة      |        |
| 3.           | نيكولاس باريديس | كولومبيا     | Medellín–Inder | 13 نقطة      |        |

### تصنيف أفضل شاب
| ترتيب النقاط للشباب | ترتيب النقاط للشباب   | ترتيب النقاط للشباب | ترتيب النقاط للشباب    | ترتيب النقاط للشباب |        |
| الدراج              | الدراج                | البلد               | الفريق                 | الوقت               | السرعة |
| ------------------- | --------------------- | ------------------- | ---------------------- | ------------------- | ------ |
| 1.                  | روبنسون فابيان لوبيز ‏ | كولومبيا            | Boyacá es Para Vivirla | 42 س 19 د 29 ث      |        |
| 2.                  | أندرسون باريديس ‏      | فنزويلا             | JB Ropa Deportiva      | + 9 د 34 ث          |        |
| 3.                  | سيرجيو هيغويتا        | كولومبيا            | Manzana Postobón       | + 22 د 21 ث         |        |

## وصلات خارجية
- فولتا كولومبيا 2017 على موقع إحصائيات الدراجات الإحترافية (الإنجليزية)